# Moxostoma macrolepidotum
Moxostoma macrolepidotum és una espècie de peix de la família dels catostòmids i de l'ordre dels cipriniformes.

## Morfologia
Pot assolir 75 cm de longitud total (encara que la seua mida normal és de 40,8) i 3,990 g de pes.

## Reproducció
Assoleix la maduresa sexual en arribar als 2-5 anys de vida, es reprodueix a la primavera i pot realitzar migracions des de grans masses d'aigua fins a petits rius i rierols per a fresar.

## Alimentació
Els adults mengen larves d'insectes bentònics, mentre que els joves es nodreixen microcrustacis i larves de mosquits.

## Hàbitat i distribució geogràfica
És un peix d'aigua dolça, demersal i de clima temperat (59°N-33°N), el qual es troba a Nord-amèrica: les conques dels Grans Llacs d'Amèrica del Nord, de la badia de Hudson i dels rius Mississipi, Missouri i Sant Llorenç des del Quebec fins a Alberta (el Canadà), el nord d'Alabama, Oklahoma i les conques fluvials de la costa atlàntica des del riu Hudson a Nova York fins al riu Santee a Carolina del Nord, incloent-hi Delaware, el districte de Colúmbia, Illinois, Indiana, Iowa, Kansas, Kentucky, Maryland, Michigan, Minnesota, Missouri, Montana, Nebraska, Dakota del Nord, el nord d'Ohio, Pennsilvània, Carolina del Sud, Dakota del Sud, Texas, Vermont, Virgínia, Virgínia Occidental, Wisconsin, Wyoming, Manitoba, Ontario i Saskatchewan.

## Observacions
És inofensiu per als humans i la seua longevitat és de 9 anys.